# Кристиан Вагнер
Кристиан Вагнер (на немски: Christian Wagner) е германски писател, автор на стихотворения, разкази и автобиография.

## Биография
Кристиан Вагнер прекарва детството и младостта си при бедни условия в общината Вармброн край Леонберг, провинция Баден-Вюртемберг. Баща му е селянин и дърводелец. На 14 години Кристиан започва да работи в стопанството на родителите си, а през зимата е дървосекач. До края на 1850-те години е запален колекционер на пеперуди, прави си хербарий и усърдно чете. Сам той се смята за „особняк“, понеже никога не продава добитъка си на касапите. Интересува се от развалините в околността и през 1860 г. написва първото си стихотворение за майка си. През 1965 г. създава и една пиеса, повлиян от драмите на Фридрих Шилер.
През зимата на 1884 г. Вагнер използва свободното си време, за да огледа поетическите си опити и ги събира под заглавие „Разказвач на приказки, брамин и гадател“ („Märchenerzähler, Bramine und Seher“). През пролетта на следващата година сборникът излиза в щутгартско издателство, като Вагнер сам заплаща разноските по отпечатването. Първите 1000 екземпляра се разпродават бързо и през 1887 г. излиза второ издание под ново заглавие – „Неделни разходки“ („Sonntagsgänge“). Същата година е публикувано и трето издание, разширено с още приказки и балади. Книгата на Вагнер получава редица благоприятни рецензии. Той задълбочено чете творби на Шилер, Гьоте, Лесинг, Уланд, Ленау и Лорд Байрон.
След 1889 г. много въодушевени читатели от близо и далеч посещават писателя в селото му. Той все по-често изпада в материални затруднения, било поради загуба на добитък, но винаги получава помощи от свои ценители.
През лятото на 1895 г. Вагнер започва да пътува – посещава Швейцария и Лаго Маджоре. След като Фондация Фрдрих Шилер го продкрепя финансово, посещава Комо, Милано и Генуа. Отива в Мюнхен и разглежда картинните галерии и Глиптотеката.
През юни 1897 г. Немският съюз на учителите по естествознание обявява писателя за почете член. В Париж е публикувано голямо есе върху Кристиан Вагнер, в което е оценен високо. Следват нови лекционни пътувания, а през август 1904 г. се състои голямото му италианско пътешествие: посещава Неапол, Капри, Помпей, Рим и Флоренция.
70-ият рожден ден на Вагнер на 5 август 1905 г. е голямо събитие на само за Вармброн. Писателят получава повече от сто поздравления от близо и далеч, а в пресата излизат многобройни благопожелателни статии. През 1909 г. Кристиан Вагнер за първи път се среща в Щутгарт с бъдещия лауреат на Нобелова награда за литература Херман Хесе. През 1913 г. Хесе съставя сборник със стихотворения на Вагнер и пише към него обширен предговор.
Кристиан Вагнер умира в родното си място на 15 февруари 1918 г., в края на Първата световна война. Честван е като един от големите немскоезични поети от края на XIX век.

## Признание
През 1990 г. Дружество Кристиан Вагнер в Леонберг учредява в памет на писателя литературната награда „Кристиан Вагнер“.